# Pablo Balaguer y Capella
Pablo Balaguer y Capella (Barcelona, 1821-Barcelona, 1865) fue un médico español.

## Biografía
Natural de Barcelona. Su hermano Juan, más joven que él, era músico. Estudió la carrera de medicina, siendo alumno interno de la facultad y practicante del Hospital de la Santa Cruz. Terminó sus estudio en 1845 y recibió el título de licenciado al año siguiente.
Fue colaborador de El Telégrafo Médico y secretario de su redacción. Escribió algunas poesías, además de disertaciones. En 1856, ingreso, previas oposiciones, en la Academia de Medicina y Cirugía de Barcelona como socio de número. Elías de Molins, en su Diccionario biográfico y bibliográfico de escritores y artistas catalanes del siglo XIX: (apuntes y datos), lo cita como «uno de los médicos prácticos de mayor fama» de la ciudad de Barcelona.
Allí falleció en 1865. Su hijo, José Balaguer y Oromí, fue también médico.

## Obra
Leyó discursos y publicó varios escritos:
- «De las funestas consecuencias físicas y morales de la inobservancia de los preceptos higiénicos en la actual sociedad» (1865)
- «Influencia de las posiciones en el desarrollo y marcha de las enfermedades» (1832-1835)
- «Consideraciones sobre la educación física y moral de los niños» (1832-1835)